# Unione Sportiva Poggibonsi 2013-2014
Questa pagina raccoglie le informazioni riguardanti l'Unione Sportiva Poggibonsi nelle competizioni ufficiali della stagione 2013-2014.

## Rosa
| N. |                   | Ruolo | Calciatore           |
| -- | ----------------- | ----- | -------------------- |
|    | Italia (bandiera) | P     | Riccardo Anedda      |
|    | Italia (bandiera) | C     | Luca Baldassin       |
|    | Italia (bandiera) | A     | Federico Braga       |
|    | Italia (bandiera) | A     | Matteo Casucci       |
|    | Italia (bandiera) | D     | Filippo Ceccatelli   |
|    | Italia (bandiera) | D     | Lorenzo Checchi      |
|    | Italia (bandiera) | C     | Marco Civilleri      |
|    | Italia (bandiera) | D     | Cosimo Cresti        |
|    | Italia (bandiera) | C     | Marco Croce          |
|    | Italia (bandiera) | C     | Stefano D'Agostino   |
|    | Italia (bandiera) | D     | Alessandro De Vitis  |
|    | Italia (bandiera) | P     | Gianluca Di Salvia   |
|    | Italia (bandiera) | A     | Andrea Ferretti      |
|    | Italia (bandiera) | A     | Nicolò Gucci         |
|    | Italia (bandiera) | A     | Daniele Ferri Marini |

| N. |                    | Ruolo | Calciatore              |
| -- | ------------------ | ----- | ----------------------- |
|    | Brasile (bandiera) | D     | Luan Menegaz            |
|    | Marocco (bandiera) | A     | Adil Mezgour            |
|    | Italia (bandiera)  | C     | Alessio Moneti          |
|    | Italia (bandiera)  | A     | Manuel Pera             |
|    | Italia (bandiera)  | D     | Niccolò Pupeschi        |
|    | Italia (bandiera)  | D     | Lorenzo Tafi            |
|    | Italia (bandiera)  | D     | Daniele Paparusso       |
|    | Italia (bandiera)  | C     | Samuele Rebuscini       |
|    | Italia (bandiera)  | C     | Valerio Nicolò Rossetti |
|    | Italia (bandiera)  | C     | Elia Roveredo           |
|    | Italia (bandiera)  | C     | Giovanni Scampini       |
|    | Italia (bandiera)  | A     | Filippo Scardina        |
|    | Italia (bandiera)  | C     | Andrea Tessari          |
|    | Italia (bandiera)  | C     | Luigi Vitale            |